# Centralny Ośrodek Doskonalenia Nauczycieli
Centralny Ośrodek Doskonalenia Nauczycieli, CODN – polska publiczna instytucja edukacyjna podlegająca Ministerstwu Edukacji Narodowej mająca wspierać nauczycieli w doskonaleniu ich umiejętności pedagogicznych poprzez promocję nowoczesnych form pracy z młodzieżą.
Ośrodek został powołany do istnienia w roku 1991. Instytucja ma siedzibę w Warszawie oraz dysponuje ośrodkiem szkoleniowym w Sulejówku. CODN jest finansowany z budżetu państwa. Roczny budżet CODN wynosi 10 mln zł (dane za rok 2003). Korzystając z tych funduszy CODN, wydaje szereg materiałów edukacyjnych przeznaczonych dla nauczycieli. Wiele publikacji jest dostępne w jego bibliotece i księgarni. Prowadzone są szkolenia językowe, dotyczące samodoskonalenia nauczycieli, zarządzania oświatą oraz edukacji europejskiej i wielu innych zagadnień.
CODN udostępniało Internetowy Serwis Edukacyjny, na którym zebrano informacje przydatne dla nauczycieli oraz Nauczycielską Internetową Księgarnię Edukacyjną.
CODN prowadził także publikację „eMyślnik” poświęconą edukacji filozoficznej.
W roku 2005 CODN organizował Europejski Rok Edukacji Obywatelskiej. Ośrodek prowadził szkolenia e-learningowe na platformie edukacyjnej CODN. W budynku CODN nauczyciele mogli korzystać z Medioteki Edukacyjnej oraz Medioteki Szwajcarskiej. CODN prowadził również Bibliotekę Cyfrową. CODN prowadził działalność wydawniczą. Od czerwca 2000 roku CODN był wydawcą czasopisma dla nauczycieli języków obcych zatytułowanego „Języki Obce w Szkole”.
Od roku 1999 do 6 czerwca 2006 dyrektorem CODN był Mirosław Sielatycki. Został odwołany przez Ministra Edukacji Narodowej Romana Giertycha, który zarzucił CODN promocję homoseksualizmu w szkole. W latach 2008–2009 Dyrektorem CODN była Marlena Fałkowska. Z dniem 31.12.2009 Centralny Ośrodek Doskonalenia Nauczycieli został zlikwidowany przez Ministerstwo Edukacji. Minister Edukacji Narodowej połączył z dniem 1 stycznia 2010 r. dwie centralne placówki doskonalenia nauczycieli – Centralny Ośrodek Doskonalenia Nauczycieli w Warszawie i Centrum Metodyczne Pomocy Psychologiczno-Pedagogicznej w Warszawie – w jedną placówkę doskonalenia nauczycieli o zasięgu ogólnokrajowym (Ośrodek Rozwoju Edukacji). Pozwoliło to na skuteczniejsze wdrażanie nowych zasad organizacji pracy, szkół i placówek, z pożytkiem dla uczniów, rodziców i nauczycieli.
Z dniem 1 lipca 2016 roku nastąpiło włączenie Krajowego Ośrodka Wspierania Edukacji Zawodowej i Ustawicznej do Ośrodka Rozwoju Edukacji.